# ماريان (أمجز)
ماریان (بالفارسية: ماریان) هي منطقة سكنية تقع في إيران في قسم أمجز الريفي. يقدر عدد سكانها بـ 0 نسمة بحسب إحصاء 2016.